# 수플레 치즈케이크
수플레 치즈케이크(soufflé cheese cake, 일본어: スフレチーズケーキ 스후레치즈케키[*])는 스펀지 케이크 스타일의 일본식 치즈케이크이다. 일본에서 인기 있으며, 뉴욕 치즈케이크와 달리 시폰 케이크처럼 말랑말랑하다.

## 같이 보기
- 수플레